# Pensacola (Schiff, 1930)
Die Pensacola, auch USS Pensacola (Kennung: CL-24/CA-24), war ein Schwerer Kreuzer und Typschiff der gleichnamigen Klasse der United States Navy, der im New York Navy Yard am 27. Oktober 1926 auf Kiel gelegt wurde. Der Stapellauf war am 25. April 1929, und das Schiff wurde im Februar 1930 in Dienst gestellt. Während des Pazifikkriegs erhielt die Pensacola von Tokyo Rose den Spitznamen „Grey Ghost“.

## Geschichte
Ihre Jungfernfahrt führte sie nach Peru und Chile. Die ersten Einsätze hatte sie anschließend im Atlantik, in der Karibik und danach auch im Pazifik. Im Juli 1931 wurde sie als Schwerer Kreuzer umklassifiziert.
Als am 7. Dezember 1941 mit dem Angriff auf Pearl Harbor der Pazifikkrieg mit den Japanern begann, geleitete die Pensacola gerade einen Konvoi mit Truppen, Flugzeugen und weiteren Ausrüstungsgegenständen zu den Philippinen. Der nach ihr benannte Pensacola-Konvoi wurde nach der japanischen Invasion der Philippinen dann aber nach Australien umgeleitet.
Nach Patrouillenfahrten in der Umgebung von Samoa fuhr die Pensacola Schutzgeleit für die Enterprise und die Yorktown bis zur Schlacht um Midway im Juni 1942. Anschließend war sie in den Salomonen stationiert, wo sie bei der Schlacht bei Tassafaronga einen schweren Torpedotreffer erhielt, der 120 Seeleute das Leben kostete.
Die erforderlichen Reparaturarbeiten dauerten sehr lange, so dass die Pensacola erst im November 1943 wieder einsatzfähig war und an der Schlacht um die Gilbertinseln teilnehmen konnte. Der folgende Einsatz war die Schlacht um die Marshallinseln im Januar 1944.
Nach einigen Operationen mit der Trägerflotte im Zentralpazifik, bei den Kurilen sowie Wake und Marcus beteiligte sich die Pensacola an der Seeschlacht von Leyte.
Am 17. Februar 1945 wurde das Schiff bei der Bombardierung von Iwo Jima mehrfach von Granaten der japanischen Küstenartillerie getroffen. Die Pensacola konnte nach kurzer Schadensbehebung die Bombardierung der Insel fortsetzen. Auch bei der Schlacht um Okinawa beteiligte sich die Pensacola mit Küstenbombardements.
Nach Kriegsende fuhr die Pensacola im Rahmen der Operation Magic Carpet Truppenteile in die Heimat, bevor sie bei den amerikanischen Atomtests im Bikini-Atoll als Ziel diente. Die beiden Explosionen am 1. Juli und 25. Juli 1946 überstand das Schiff schwer beschädigt. Nach anschließender Schleppfahrt nach Kwajalein wurde die Pensacola am 26. August 1946 außer Dienst gestellt. Zwei Jahre später diente sie erneut als Ziel bei einer Flottenübung im Pazifik vor der Küste des Bundesstaates Washington, während der sie am 10. November 1948 versenkt wurde.

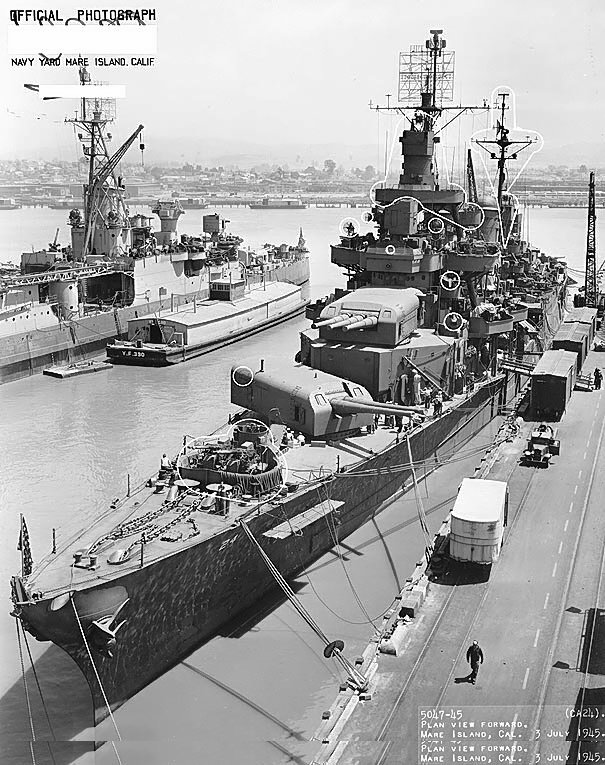
USS Pensacola 1945
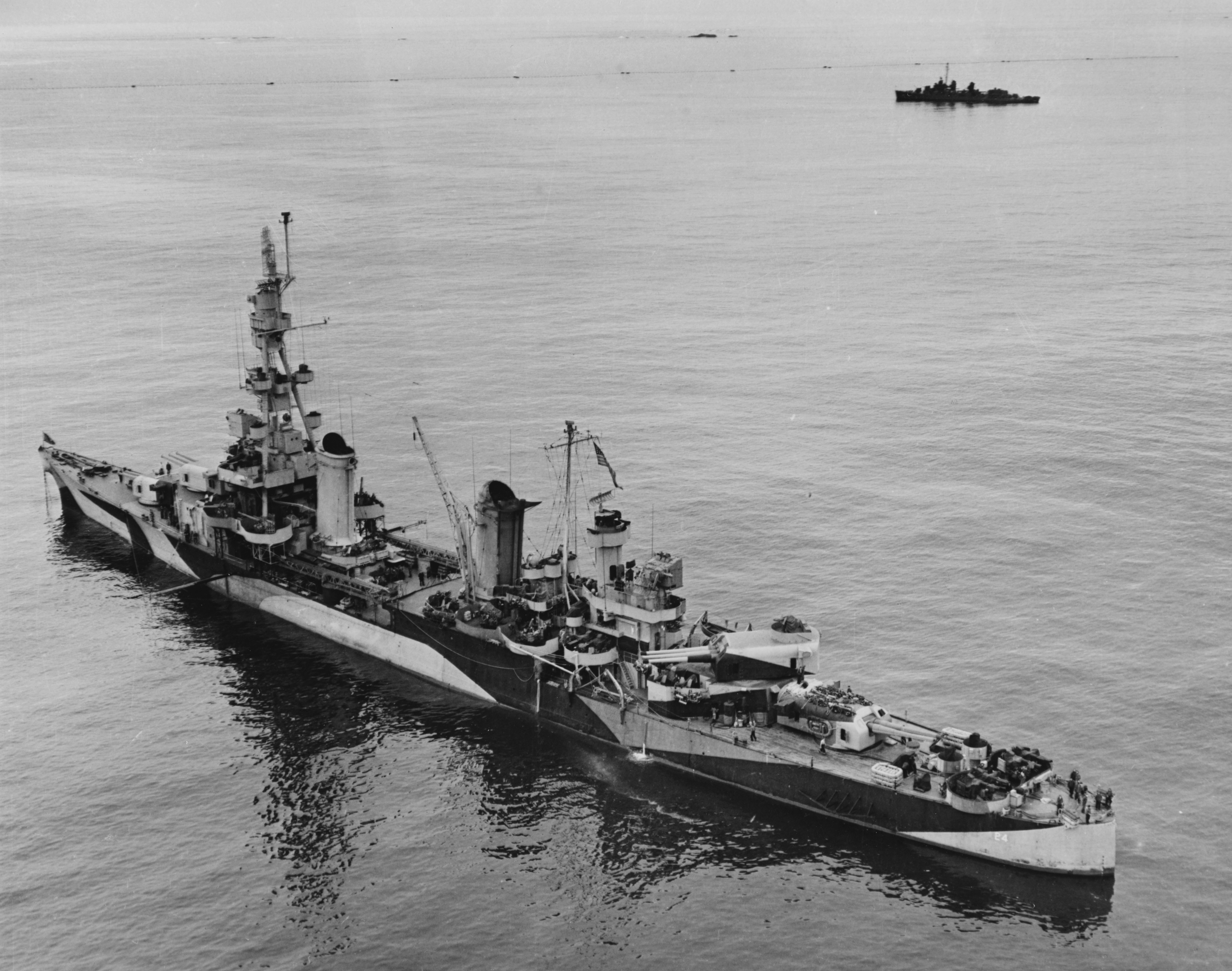
Die Pensacola in einer Bucht der Aleuten-Insel Attu am 9. Juni 1944
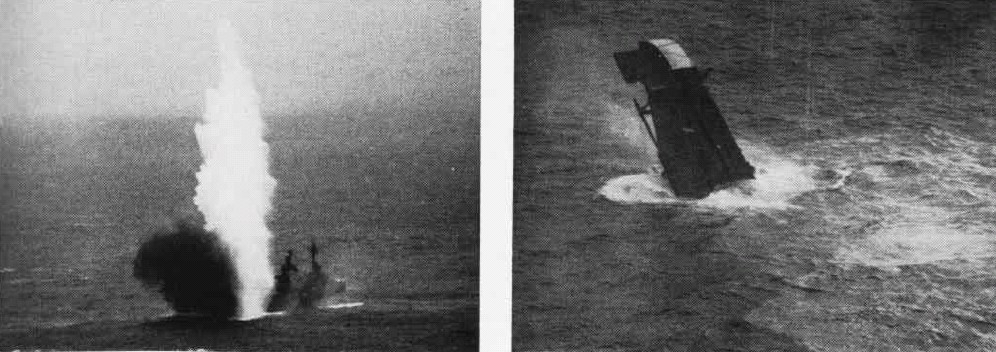
Versenkung der Pensacola als Zielschiff am 10. November 1948